# Mixtán, Veracruz
Mixtán är en ort i Mexiko.   Den ligger i kommunen Jáltipan och delstaten Veracruz, i den sydöstra delen av landet, 500 km öster om huvudstaden Mexico City. Mixtán ligger 30 meter över havet och antalet invånare är 149.
Terrängen runt Mixtán är mycket platt. Runt Mixtán är det ganska glesbefolkat, med 29 invånare per kvadratkilometer. Närmaste större samhälle är Hidalgotitlán, 4,8 km nordost om Mixtán. Trakten runt Mixtán består till största delen av jordbruksmark.